# رود ووروژا
رود ووروژا (انگلیسی: Vorozha) یک رودخانه در استان ولوگدای کشور روسیه است.